# كوينسي برومس
كوينسي أنتون برومس (بالهولندية: Quincy Anton Promes) هو لاعب كرة قدم هولندي في مركز الجناح ولد في يوم 4 يناير 1992 في مدينة أمستردام عاصمة هولندا، يلعب حالياً مع نادي يونايتد الإماراتي وسبق له اللعب مع نوادي أياكس امستردام و غو أهد إيغلز وتفينتي أنشخيدة وسبارتاك موسكو وإشبيلية وأياكس أمستردام وسبارتاك موسكو، كما يلعب مع منتخب هولندا لكرة القدم منذ 2014. يبلغ طوله 174 سم.

## مسيرته الكروية
لعب كوينسي برومس خلال مسيرته الاحترافية مع 5 أندية في عشرة مواسم وسجل خلالها 97 هدفًا ضمن 234 مباراة. ولم يفز بأي موسم بالكأس وفاز في موسم واحد بالدوري.
خاض كوينسي برومس مسيرته مع نادي تفينتي أنشخيدة في موسم 2011–12 في المرة الأولى لمدة موسم واحد ثم في موسم 2013–14 لمدة موسم واحد، مشاركًا طوالها في 34 مباراة سجل خلالها 11 هدفًا. ثم انتقل إلى نادي غو أهد إيغلز في موسم 2012–13 لمدة موسم واحد، حيث شارك في 32 مباراة سجل خلالها 13 هدفًا. لينتقل بعدها إلى نادي سبارتاك موسكو في موسم 2014–15 ليلعب معه خمسة مواسم، مشاركًا في 115 مباراة سجل خلالها 59 هدفًا. ثم انتقل إلى نادي إشبيلية في موسم 2018–19 لمدة موسم واحد، مشاركًا في 33 مباراة سجل خلالها هدفين. هذا وانتقل لاحقًا إلى نادي أياكس أمستردام في موسم 2019–20 لمدة موسم واحد، مشاركًا في 20 مباراة سجل خلالها 12 هدفًا.

## روابط خارجية
- كوينسي برومس على موقع الاتحاد الأوربي (الإنجليزية)
- كوينسي برومس على موقع قاعدة بيانات كرة القدم.إي يو (الإنجليزية)
- كوينسي برومس على موقع ليكيب (الفرنسية)
- كوينسي برومس على موقع ناشيونال فوتبول تيمز (الإنجليزية)
- كوينسي برومس على موقع Soccerway.com (الإنجليزية)
- كوينسي برومس على موقع عالم كرة القدم.نت (الإنجليزية)
- كوينسي برومس على موقع AS.com (الإسبانية)